# War & Peace Vol. 1 (The War Disc)
A War & Peace Vol. 1 (The War Disc) az amerikai rapper Ice Cube ötödik stúdióalbuma, amely 1998. november 17-én jelent meg a Priority Records kiadónál. Ez az első része a két albumos War & Peace sorozatnak, a második felvonás War & Peace Vol. 2 (The Peace Disc) címmel jelent meg 2000-ben. A lemezen olyan Közreműködők és producerek szerepelnek, mint Bud'da, E-A-Ski, maga Ice Cube, K-Mac, Master P, N.O. Joe és T-Mix. A hangzás leginkább utca-orientált volt, valamint rap-metál elem is megjelent a "Fuck Dying" című dalban, amelynek a Korn volt a közreműködője. Az lemez öt évvel jött ki Ice Cube legutóbbi szólóalbuma, a Lethal Injection után.

## Dalok listája
1. "Ask About Me" – 3:06  (Produced by T-Mix)
2. "Pushin' Weight" (featuring Mr. Short Khop) – 4:35  (Produced by N.O. Joe)
3. "Dr. Frankenstein" (featuring Mr. Short Khop) – 4:54  (Produced by T-Mix)
4. "Fuck Dying" (featuring Korn) – 4:03  (Produced by Joe Joe, N.O. Joe)
5. "War & Peace"  3:18  (Produced by Ice Cube)
6. "Ghetto Vet (featuring Mack 10 & Mr. Short Khop)"  5:05  (Produced by Bud'da, Ice Cube)
7. "Greed" – 4:29  (Produced by Bud'da)
8. "MP" – 0:49  (Produced by Ice Cube)
9. "Cash Over Ass" – 4:21  (Produced by Ice Cube)
10. "The Curse of Money" (featuring Mack 10) – 3:39  (Produced by Joe Joe, N.O. Joe)
11. "The Peckin' Order" (featuring Mack 10) – 3:21  (Produced by Ice Cube)
12. "Limos, Demos & Bimbos" (featuring Mr. Short Khop) – 3:51  (Produced by Ice Cube)
13. "Once Upon A Time In The Projects 2" – 3:05  (Produced by Ice Cube)
14. "If I Was Fuckin' You" (featuring Mr. Short Khop & K-Mac) – 3:28  (Produced by Butch)
15. "X-Bitches" – 4:59  (Produced by  Ice Cube, N.O. Joe)
16. "Extradition"  - 4:38  (Produced by Ice Cube)
17. "3 Strikes You In" – 4:34  (Produced by  Ice Cube, N.O. Joe)
18. "Penitentiary" – 4:12  (Produced by E-A-Ski, Ice Cube)

## Lista helyezések
| Év   | Dal              | Lista helyezés    | Lista helyezés                   | Lista helyezés  |
| Év   | Dal              | Billboard Hot 100 | Hot R&B/Hip-Hop Singles & Tracks | Hot Rap Singles |
| ---- | ---------------- | ----------------- | -------------------------------- | --------------- |
| 1998 | "Pushin' Weight" | 26                | 12                               | 1               |
| 1999 | "Fuck Dying'"    | -                 | -                                | -               |

## Külső hivatkozások
- War & Peace Vol. 1 (The War Disc) Discogs